# Ostasiengeschwader
Das Ostasiatische Kreuzergeschwader war ein Schiffsverband der Kaiserlichen Marine zur Durchsetzung und Sicherung nationaler Interessen im ostasiatischen und südpazifischen Raum. Unter dem weiter gespannten Begriff Ostasiengeschwader entwickelte es sich von 1859 bis 1897 in mehreren Etappen. Zu dieser Zeit verfügte die deutsche Marine im Pazifik noch nicht über eigene Stützpunkte. Somit waren die Schiffe bei Reparaturen und der Brennstoffversorgung auf fremde Häfen angewiesen, was oftmals Wartezeiten und hohe Kosten mit sich brachte. Dies änderte sich im Jahre 1897. Die Ostasiatische Kreuzerdivision mit dem Flaggschiff Kaiser führte 1897 die Besetzung der Bucht von Kiautschou durch. Mit einem festen Stützpunkt bestand das Ostasiatische Kreuzergeschwader unter diesem Namen und mit Kreuzern als Flaggschiffen von 1898 bis zu seiner Vernichtung 1914.

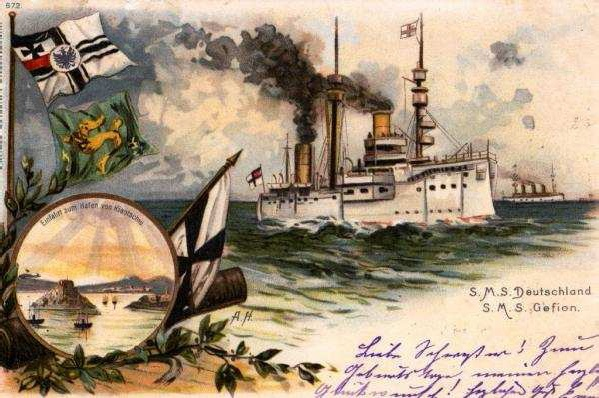
Zeitgenössische Postkarte: die Panzerfregatte SMS Deutschland (1876) und der Kleine Kreuzer SMS Gefion (1893), unten links die Hafeneinfahrt nach Kiautschou

## Geschichte

### Entstehung
Mit Beginn des 19. Jahrhunderts rückte der asiatisch-pazifische Raum in das Interesse europäischer Mächte und der USA. Großbritannien erzwang in den Opiumkriegen von 1839 bis 1842 und 1856 bis 1860 eine weitgehende Öffnung Chinas für fremden Handel, und die Vereinigten Staaten erreichten 1854 in ähnlicher Weise die Öffnung Japans.
Auch deutsche Reedereien beteiligten sich früh am Ostasienhandel. Schon ab Mitte des 18. Jahrhunderts hatten Schiffe der preußischen Emder Ostasiatischen Handelskompanie in der Region Seehandel betrieben. Der Besuch des Vollschiffs Mentor der staatlichen Preußischen Seehandlung in der Region 1824 stellte den Beginn regelmäßiger Schifffahrtsverbindungen in der Zeit nach den Koalitionskriegen dar.
Es zeigte sich schnell, dass die ausländischen Kaufleute in China ohne militärische Unterstützung aus ihrer Heimat nur sehr schwer ihren Geschäften nachgehen konnten. Deutsche und vor allem Hamburgische Kaufleute waren auf die Hilfe anderer Marinen wie zum Beispiel der britischen Royal Navy angewiesen, da das nur lose im Deutschen Bund organisierte Deutschland keine eigene Marine besaß (Vgl. Geschichte der Deutschen Marine). Erst nach der Gründung einer preußischen Marine konnte man auf eigene Mittel zurückgreifen.

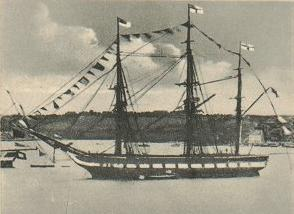
Die Thetis vor Anker. Die Thetis war ein Schiff der 1859 aus Deutschland ausgelaufenen Preußischen Ostasienexpedition.

Im Jahre 1859 entsandte Preußen erstmals ein Geschwader von vier Schiffen, die Preußische Ostasienexpedition, unter Führung des Grafen Friedrich zu Eulenburg nach Ostasien, um dort die militärische Unterstützung für den deutschen Handel zu unterstreichen und Handelsverträge abzuschließen. Am 2. September 1860 geriet das Geschwader vor Yokohama in einen Taifun, in dem der Schoner Frauenlob mit seiner gesamten Besatzung von fünf Offizieren und 42 Mann sank.
Der Verband blieb bis 1861 in der Region. Zugleich begannen Bestrebungen, im ostasiatischen Raum einen eigenen Marinestützpunkt zu erwerben. Diese Bemühungen wurden erst 1897 mit der Besetzung Kiautschous durch ein Expeditionskorps des Kreuzergeschwaders von Konteradmiral Otto von Diederichs abgeschlossen.
Eine ständige deutsche Marinepräsenz in Ostasien wurde 1869 durch Schaffung der „Ostasiatischen Schiffsstation“ begründet, die zunächst nur mit einem Schiff, der Korvette Medusa, besetzt wurde. Zu diesem Zeitpunkt war die preußische Marine bereits in der Marine des Norddeutschen Bundes aufgegangen, aus der 1871 nach der Reichsgründung die Kaiserliche Marine entstand. Die Station wurde zeitweise durch kleine Geschwader verstärkt, die die Region für bestimmte Aufträge besuchten, nach deren Erledigung aber wieder aufgelöst wurden.
Am 1. April 1881 wurde die Gedeckte Korvette Stosch in Dienst gestellt, um in Ostasien die Funktion als Flaggschiff der dort stationierten Kriegsschiffe zu übernehmen. Am 3. September 1881 waren die Schiffe des neu gebildeten Ostasiengeschwaders erstmals in Tschifu vereint. Kommodore Louis von Blanc war von 1881 bis 1882 gleichzeitig Kommandant der Stosch und erster Chef des Geschwaders. Er wurde 1883 zum Konteradmiral befördert. Das Ostasiengeschwader wurde Anfang 1885 aufgelöst, nachdem die Stosch (inzwischen als Kreuzerfregatte klassifiziert) zur Aufstellung eines neuen Ostafrikanischen Kreuzergeschwaders nach Mauritius verlegt worden war.

### Die Ostasiatische Kreuzerdivision

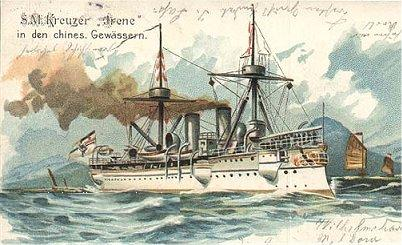
Die Irene in China

Im darauf folgenden Jahr 1886 wurde das Ostafrikanische Kreuzergeschwader in ein „permanentes Kreuzergeschwader“ unter Konteradmiral Eduard von Knorr umgebildet, das in der Region zwischen der Ostküste Afrikas, Australien und der Westküste Südamerikas operierte. Dieses Geschwader wurde am 6. April 1893 aus Kostengründen aufgelöst. Der chinesisch-japanische Krieg 1894 jedoch zwang alle Großmächte, ihre Präsenz in Ostasien erneut zu verstärken. Daraufhin wurde der Auflösebefehl wieder geändert und die verbliebenen Schiffe des Geschwaders, die Kreuzerkorvetten Arcona und  Alexandrine, die Korvette Marie sowie die Stationäre der Ostasiatischen Marinestation, die Kanonenboote Wolf und Iltis, bildeten die Ostasiatische Kreuzerdivision. Arcona, das Flaggschiff der Division, Alexandrine und Marie trafen nach einem Einsatz vor Peru allerdings erst im Herbst 1894 vor Ort ein und lagen zunächst im chinesischen Yantai. Im Februar 1895 traf die Irene ebenfalls in Yantai ein und unter Konteradmiral Paul Hoffmann wurde nun die Irene zum Flaggschiff der Division.
Nachdem am 1. November 1897 die beiden deutschen katholischen Missionare Franz Xaver Nies und Richard Henle der Steyler Mission in China ermordet worden waren, befahl Kaiser Wilhelm II., der einen Vorwand zur Errichtung eines deutschen Stützpunktes in China gesucht hatte, die Besetzung der Kiautschoubucht. Die Kreuzerdivision besetzte unter Konteradmiral Otto von Diederichs mit Kaiser, Prinzeß Wilhelm und Cormoran am 14. November das Fischerdorf Tsingtau. Die Schiffe setzten ein Landungskorps von 717 Mann unter dem Kommandanten der Kaiser, Kapitän zur See Hugo Zeye, an Land und verkündeten dem Befehlshaber der dort stationierten chinesischen Einheit ein Ultimatum, das ihn zum Abzug aufforderte. Am 17. November traf dann noch die Arcona aus Shanghai und am 2. Dezember auch noch die Irene aus Hongkong ein. Alle deutschen Kriegsschiffe waren damit vor Ort versammelt. Militärischen Widerstand hatte es nicht gegeben und die Deutschen hatten am 2. Dezember auch im 33 km entfernten Kiautschou die deutsche Fahne gehisst.
Da die deutsche Reichsregierung und das Reichsmarineamt erhebliche Schwierigkeiten in der Durchsetzung der Stützpunktfrage erwarteten, wurde noch 1897 aus der Heimat eine II. Kreuzerdivision unter dem Bruder des Kaisers, Heinrich Prinz von Preußen, entsandt. Im Mai 1898 wurden beide Kreuzerdivisionen zum Ostasiatischen Kreuzergeschwader vereint und von Diederichs zum Chef des neugebildeten Ostasiatischen Kreuzergeschwaders ernannt.

### 1900 bis 1914
Chronik der wichtigsten Ereignisse des Kreuzergeschwaders bis zu seinem Ende im Dezember 1914.
1900

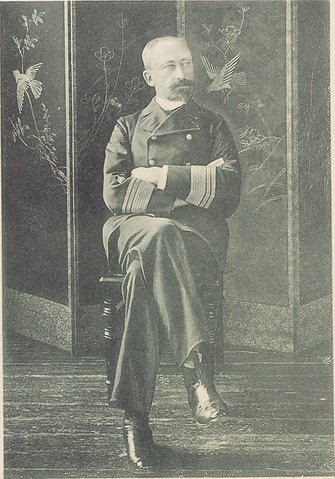
Admiral Bendemann in China (um 1901)

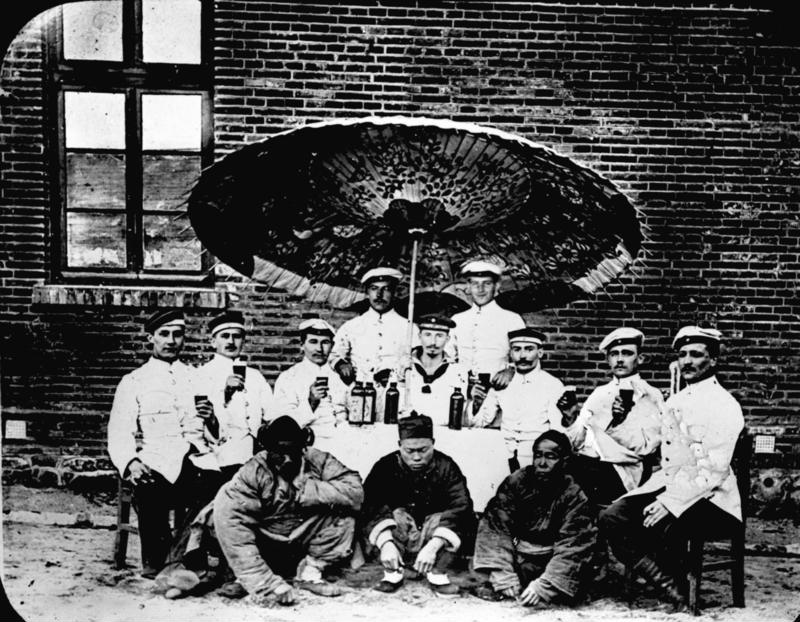
Soldaten der Kaiserlichen Marine in Tsingtau

Der neue Panzerkreuzer Fürst Bismarck marschierte von Kiel nach Tsingtau und wurde dort am 17. August vom Geschwaderchef Vizeadmiral Bendemann als Flaggschiff übernommen. Bendemann leistete seine politische und militärische Bewährungsprobe mit der Führung des Ostasiengeschwaders im Boxerkrieg. Zu diesem Zweck wurde es erheblich vergrößert (Kreuzer Geier, Schwalbe, Bussard, Seeadler, Kanonenboote Tiger, Luchs, Torpedoboote S 90, S 91, S 92 und Lazarettschiff Gera). Als weitere Verstärkung lief eine „Detachierte Division“, bestehend aus den Linienschiffen Kurfürst Friedrich Wilhelm, Brandenburg, Weissenburg, Wörth und dem Kleinen Kreuzer Hela, am 28. August in Hongkong ein. Zum Eingreifen standen eine internationale Flotte mit zeitweise bis zu 250 Kriegsschiffen aus zwölf Ländern – darunter 24 deutsche – ferner etwa 70.000 Mann Landtruppen – darunter rund 17.000 deutsche – im Einsatz. Bei der Besetzung der befestigten Hafenorte Shan-hei-kwan und Chin-wan-tau zog Bendemann die vier Linienschiffe heran, doch zu einem artilleristischen Einsatz der Kriegsschiffe kam es nicht.
1901

Planmäßige Einzel- und Verbandsübungen wurden durchgeführt. Im Juni lief der Kreuzer Hansa zur Teilnahme an Gründungsfeiern des Australischen Bundes nach Sydney und Melbourne. Charter des Frachters Titania als ständigen Begleitdampfer. Die Kreuzer Hela, Irene und Gefion wurden im Mai zurück in die Heimat befohlen. Nach Beendigung des Boxerkrieges trat im Juli wieder die friedensmäßige Organisation der deutschen Land- und Seestreitkräfte in Kraft. Die Fürst Bismarck besuchte mit Geier, S 91 und S 92 japanische Häfen, danach Tschifu und Port Arthur. Im Oktober unternahm das Geschwader eine Kreuzfahrt in japanischen Gewässern, dann ging die Fürst Bismarck zu Reparaturarbeiten nach Nagasaki.
1902

In Singapore übergab Vizeadmiral Bendemann am 15. Februar die Führung des Geschwaders an Vizeadmiral von Geißler. Der Kreuzer Thetis trat zum Verband. Der Kreuzer Geier ersetzte die Schwalbe. Im April wurden die Geier, die Schwalbe und die Luchs gegen Unruhen im Hinterland von Ning Po eingesetzt. Anschließend folgten Besuche des Geschwaders in Japan, Singapur und Niederländisch-Indien. Die Fürst Bismarck hielt sich das Jahr über hauptsächlich im nördlichen Stationsbereich auf.
1903

Das Flaggschiff lag mit der Hansa und der Thetis bis Mitte März vor dem Jangtsekiang. Anschließend stattete es Japan einen Besuch ab, Kaiser Mutsuhito gewährt den Gästen eine Audienz. Anfang August erfolgte ein Besuch in Wladiwostok. Am 15. November löste Konteradmiral von Prittwitz und Gaffron den Geschwaderchef ab. Die Fürst Bismarck ging zur Überholung nach Nagasaki. Der Kreuzer Sperber traf im Stationsgebiet ein.
1904

Es kam zum Hegemoniestreit zwischen Russland und Japan im Bereich des Japanischen Meeres. Deutschland versuchte die Neutralität zu wahren. Ab Sommer führten russische Hilfskreuzer Krieg auf den Ozeanen. Obwohl auch deutsche Handelsschiffe in Mitleidenschaft gezogen wurden, beschränkte sich das Eingreifen deutscher Kriegsschiffe auf das Abschießen russischer Treibminen und die Internierung russischer Kriegsschiffe in Tsingtau. Die Hertha erhielt in Niederländisch-Indien den Befehl zur Heimreise. Die Fürst Bismarck kreuzte im Gebiet des Gelben Meeres. Am 23. August 1904 versuchte die Tiger vergeblich den verschollenen Ersten Admiralstabsoffizier des Ostasiengeschwaders, Kapitänleutnant Alfred Ritter Hentschel von Gilgenheimb (* 1870), Sohn von Leopold Hentschel von Gilgenheimb, zu finden. Dieser hatte nach Zustimmung der Japaner gemeinsam mit einem französischen Offizier die von Japan belagerte Festung Port Arthur, welche bei den Kämpfen um das russische Hauptquartier eingeschlossen worden war, auf einer chinesischen Dschunke verlassen dürfen und war dann bei der Fahrt von der chinesischen Schiffsbesatzung ermordet worden. Diese wurde später aufgrund des Vorfalls hingerichtet.
1905

Neue Unruhen in den mittelchinesischen Provinzen erzwangen dort bis März die Stationierung von Kriegsschiffen. Die Geier trat die Heimreise an, die Sperber wechselte zur Westafrikanischen Station. Beim Anmarsch des russischen II. Pazifikgeschwaders gegen die japanische Flotte zog der Geschwaderchef die deutschen Schiffe nach Tsingtau zusammen. Nach der Seeschlacht von Tsushima begannen die deutschen Schiffe wieder ihre Kreuzfahrten. Die Seeadler und die Thetis wurden nach Ostafrika gerufen. Am 11. November übernahm Konteradmiral Breusing das Geschwader. Unruhen in Shanghai erzwangen Überwachungsfahrten von Kanonenbooten vor der Küste und Landungseinsätze.
1906

Im Januar und Februar kreuzte die Fürst Bismarck durch den indonesischen Archipel. Die vor Shanghai stationierten Schiffe konnten zurückgezogen werden. Im Mai erfolgte ein Besuch in Japan. Von dort aus erfolgte eine Reise nach Peking und ein Empfang durch den chinesischen Kaiser. Der Kreuzer Hansa trat die Heimreise an. Die Niobe ersetzte die Thetis. Im Dezember trat der Kreuzer Leipzig ins Geschwader ein.
1907

Indonesien und Japan wurden bereist. Am 13. April löste KAdm Coerper den Geschwaderchef ab. Er informierte sich zunächst auf einer Reise mit der Tiger auf dem Jangtsekiang über deutsche Wirtschaftsinteressen in China. Anschließend besuchte er mit seinem Flaggschiff Japan. Der neue Tender und Minenleger Lauting erreicht, in Teile zerlegt, Tsingtao, wurde dort wieder zusammengebaut und in Dienst gestellt. Im Oktober trat der Kreuzer Arcona zum Geschwader.
1908

Noch immer erfolgte keine Reise in das nördliche Stationsgebiet. Erwähnenswert ist lediglich ein Besuch beim König von Siam im Januar.
1909

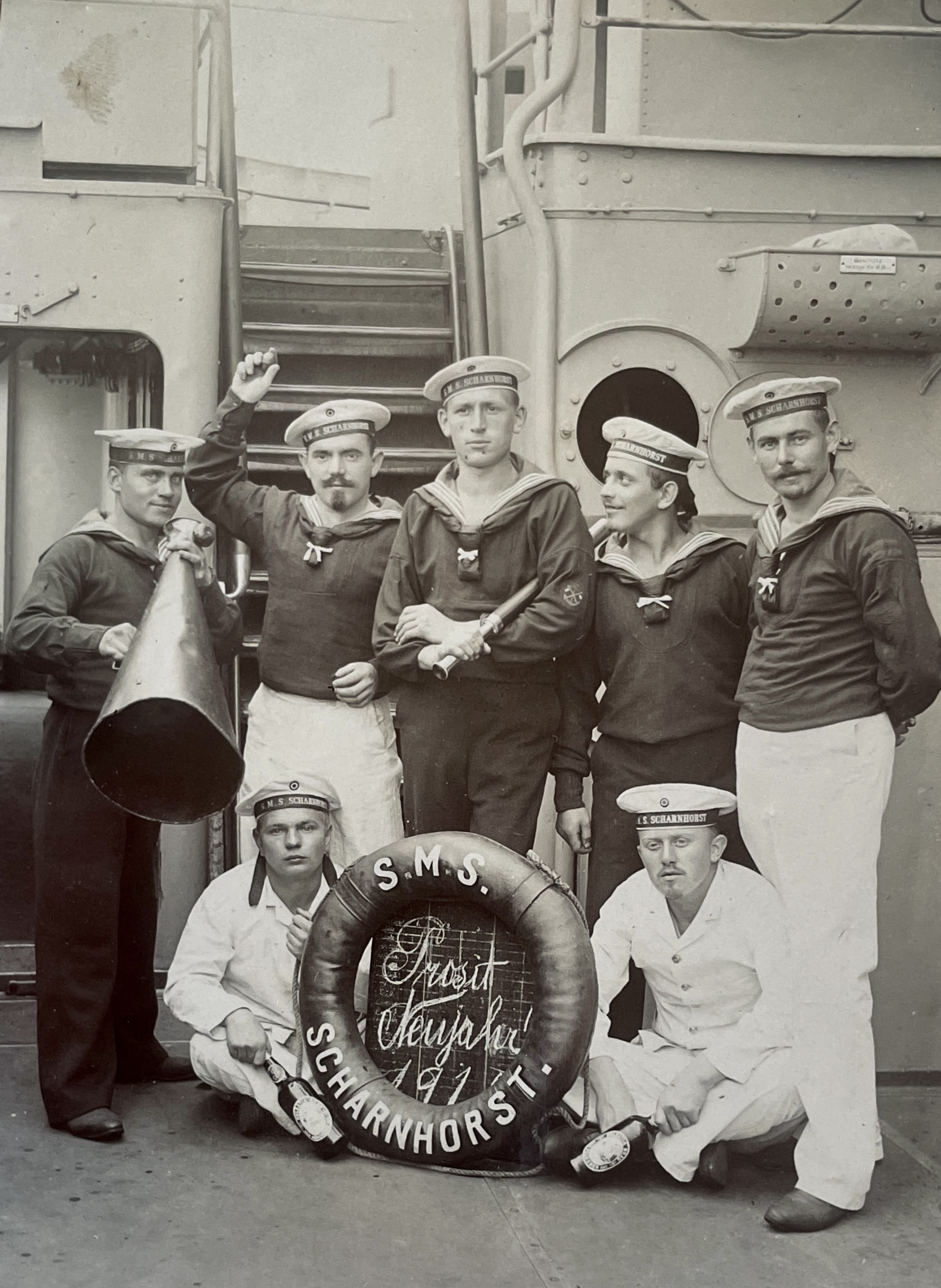
1. Januar 1910 auf der Scharnhorst

Anfang des Jahres wurden die Leipzig, die Arcona und die Titania zur Niederschlagung von Unruhen nach Deutsch-Samoa detachiert (siehe Artikel Mau a Pule). Die Niobe und die Fürst Bismarck traten die Heimreise an. Am 29. April übernahm die Scharnhorst in Colombo von der Fürst Bismarck den Dienst als Geschwaderflaggschiff. Am 18. Mai wurde Konteradmiral Friedrich von Ingenohl neuer Geschwaderchef. Im Juli und August erfolgte eine Bereisung des nördlichen, im November des südlichen Stationsgebiets. Weihnachten und die Jahreswende verbrachte das Geschwader in Hongkong.
1910

Im Januar reisten die Scharnhorst, die Leipzig und die Luchs über Bangkok, Sumatra und Borneo nach Manila. Der Kreuzer Arcona wurde durch die Nürnberg ersetzt. Im April und Mai unternahmen die Scharnhorst und die Leipzig eine Inspektion in japanischen Gewässern. Zurück in Tsingtau übernahm Konteradmiral Erich Gühler am 6. Juni von Konteradmiral von Ingenohl die Führung des Geschwaders. Anschließend erfolgte die Bereisung des Stationsgebietes in der Südsee. Dort trat der Kleine Kreuzer Emden zum Geschwader. Am 19. September traf die Scharnhorst mit der Emden wieder in Tsingtau ein. Im November begann eine Reise nach Nanking und Hongkong. Geschwaderchef Gühler brach sich den Fuß und musste nach Hongkong ins Krankenhaus; dort zog er sich eine schwere Typhus-Infektion zu.
1911

Die Nürnberg und die Emden wurden zur Befriedung des Aufstands der Sokehs in Ponape entsandt. Die Scharnhorst reiste in das Stationsgebiet Südostasien nach Saigon, Singapore und Batavia. Es begann die Xinhai-Revolution in China. Die Scharnhorst kehrte aus diesem Grund nach Tsingtau zurück. In Hongkong verstarb Geschwaderchef Gühler; er wurde am 25. März durch Konteradmiral Günther von Krosigk ersetzt. Die Gneisenau trat zum Geschwader. Im April und Mai reiste die Scharnhorst in japanische Gewässer, im Juli in das nördliche Stationsgebiet. Anschließend besuchte sie Häfen am Gelben Meer. Im Oktober kam die revolutionäre Bewegung in China unter Sun Yat-sen im Raum Nanking zu vollem Durchbruch. Geschwaderchef Krosigk fuhr mit dem Torpedoboot S 90 den Jangtsekiang hinauf nach Hankau. Ein Eingreifen der Schiffe an den Brennpunkten der Revolution wurde indes nicht notwendig. Die Scharnhorst besuchte Taku, Shifu und Shanghai.
1912

Die Revolution in China ging weiter. Patrouillenfahrten vor der mittelchinesischen Küste wurden durchgeführt. Im April kreuzte die Scharnhorst in japanischen Gewässern. Anschließend erfolgte die Bereisung des Jangtsekiang durch Konteradmiral von Krosigk auf der Nürnberg. Am 30. Juli verstarb der japanische Kaiser Mutsuhito. An der Trauerfeier und an der Krönung von Kaiser Yoshihito nehmen Vertreter des Geschwaders teil. Im September besichtigte Generalinspekteur Prinz Heinrich von Preußen in Tsingtau das Geschwader. Anschließend bereiste Konteradmiral von Krosigk den Jangtsekiang auf der Luchs. Am 4. Dezember wurde der Geschwaderchef durch Konteradmiral Graf Maximilian von Spee abgelöst.
1913

Die Scharnhorst und die Gneisenau befanden sich auf Südostasienreise von Amoy in den Sunda-Archipel nach Singapore und Batavia. Im April folgte eine Japanreise mit Empfang durch Kaiser Yoshihito. Anschließend wurde der Jangtsekiang über Nanking bis Hankau auf der Nürnberg bereist. Im Juli zog das Geschwader in das Stationsgebiet Südsee. Am 21. Juli wurde es in Rabaul nach China zurückgerufen, wegen eines Unruheherds im Raum Shanghai-Wusung und an der Bahnlinie Nanking-Tientsin. Eine starke internationale Flotte fuhr auf. Die chinesische Flotte blieb Premierminister Yüan Shih-Kai treu. Der Aufstand wurde ohne das Eingreifen ausländischer Streitkräfte niedergeschlagen. Nach Eintritt politischer Ruhe im November Reise in japanische Gewässer.
1914

Die Scharnhorst unternahm eine Südseereise. Über Sumatra, Borneo und Manila kehrte sie am 19. März wieder nach Tsingtau zurück. Im Mai besuchte der inzwischen beförderte Vizeadmiral von Spee Port Arthur und Taku. Anschließend rüstete sich das Geschwader für eine Reise in die Südsee aus. Auf Grund der politischen Spannungen in Europa (Ermordung des österreichisch-ungarischen Thronfolgers in Bosnien-Herzegovina) zog Graf von Spee das Geschwader in Ponape zusammen, wo ihm ein großes Kohlelager zur Verfügung stand. Am 1. August traf der Mobilmachungsbefehl ein. Japan trat am 13. August auf Seiten der Entente in den Krieg ein. Daraufhin konnte das Geschwader nicht mehr mit Tsingtau als Stützpunkt rechnen. Graf von Spee entschloss sich, die militärische Auseinandersetzung mit den Briten zu suchen, und führte das Geschwader zum Kampf nach Südamerika. Der Kleine Kreuzer Emden wurde zum Kreuzerkrieg detachiert und dazu am 14. August aus dem Ostasiengeschwader entlassen.

### Erster Weltkrieg

Routen und Stationen des Ostasiengeschwaders 1914/15

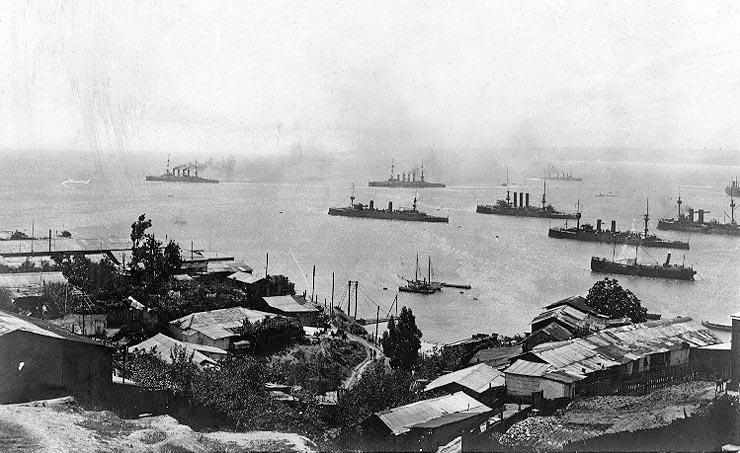
Das Ostasiengeschwader (im Hintergrund) verlässt Valparaíso in Chile am 4. November 1914. Im Vordergrund chilenische Kreuzer

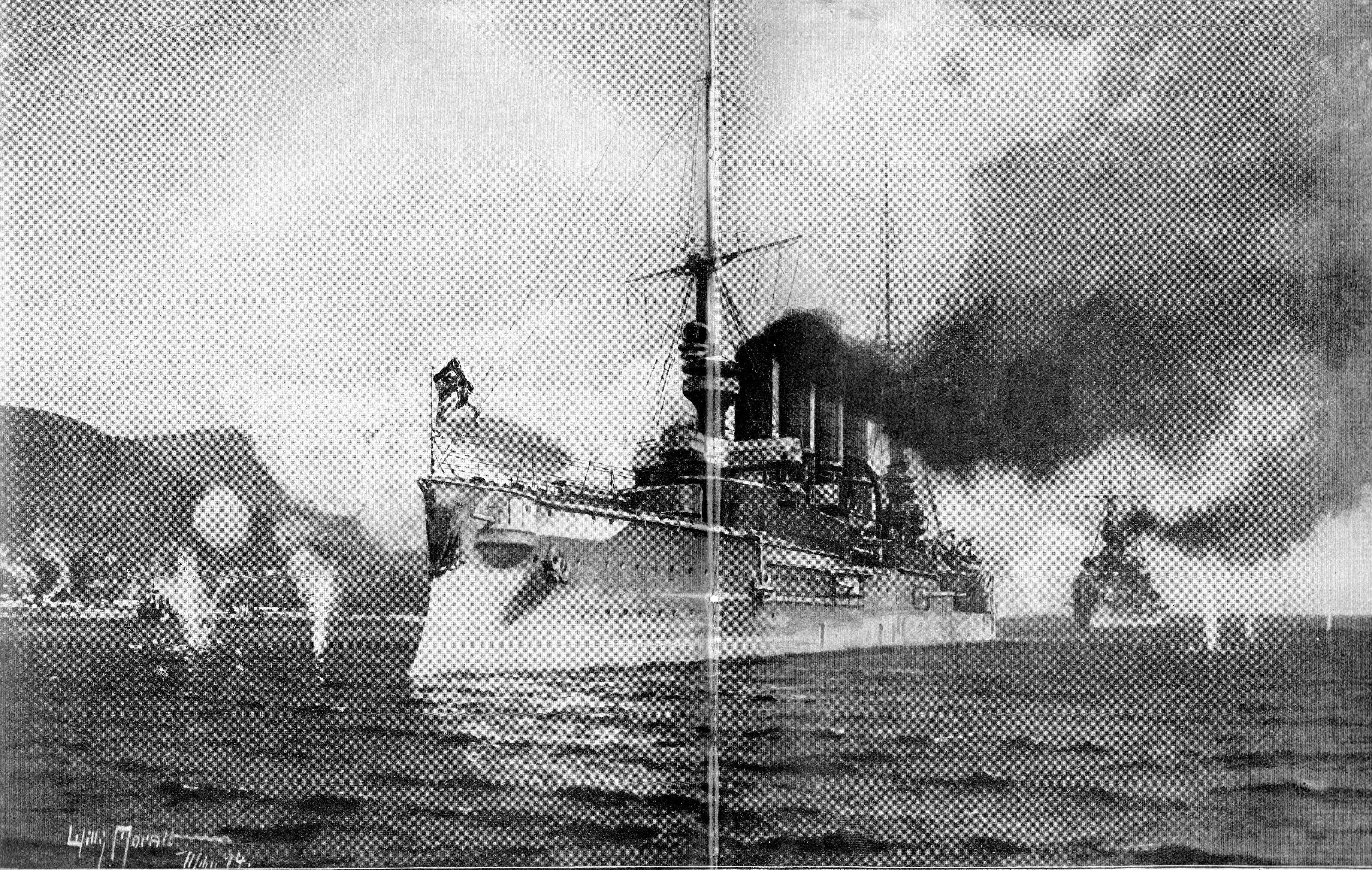
Die Kreuzer GNEISENAU und SCHARNHORST beschießen Papeete, die Hauptstadt von Tahiti

Wegen des bevorstehenden Eintritts Japans in den Ersten Weltkrieg marschierte das Geschwader, bestehend aus den Großen Kreuzern Scharnhorst (Flaggschiff) und Gneisenau sowie den Kleinen Kreuzern Nürnberg, Leipzig und Dresden, aus dem ostasiatischen Raum in Richtung östlicher Pazifik.
In den Monaten nach Kriegsbeginn beschränkten sich die Marineeinheiten der Westalliierten und Russlands im Westpazifik zunächst auf die Sicherung der Seehandelswege. Der Kriegseintritt Japans verfolgte insbesondere die Annexion der deutschen Besitzungen in der Südsee, weshalb die Japanische Flotte zunächst die Besetzung dieser Gebiete unterstützte. Das Geschwader Graf Spees konnte daher zunächst relativ unbehelligt operieren. Die Flotte erschien zunächst vor der mittlerweile von neuseeländischen Truppen besetzten deutschen Kolonie Samoa, griff die feindlichen Streitkräfte in der Hauptstadt Apia wider Erwarten jedoch nicht an und lief weiter nach Osten. Schließlich wurde Papeete auf dem französischen Tahiti erreicht und beschossen. Dabei sank das Kanonenboot Zélée. Ansonsten bestand neben Schießübungen – die Scharnhorst galt damals in dieser Beziehung als das beste Schiff der gesamten Marine – die Versorgung mit Brennstoff (Kohle) immer im Vordergrund aller Planungen Graf Spees. Als Versorgungstreffpunkt zur Kohlenübernahme von Begleitschiffen diente im Oktober 1914 eine Bucht bei Hanga Roa auf der Osterinsel.
Erst im Herbst 1914 verstärkten die Alliierten ihre Anstrengungen die deutschen Einheiten zu lokalisieren und zu stellen. Zwischen dem Ostasiengeschwader und einem verfolgenden britischen Verband unter Vice Admiral Sir Christopher Cradock kam es so am 1. November 1914 vor Coronel (Chile) zum Seegefecht bei Coronel. Das deutsche Geschwader konnte ohne eigene Verluste die beiden veralteten britischen Panzerkreuzer Monmouth und Good Hope versenken. Dies war die erste Niederlage der Royal Navy seit 1814. Allerdings hatten die deutschen Kreuzer bei diesem Gefecht etwa die Hälfte ihrer Munition verschossen.
Wegen der schlechten Versorgungslage des deutschen Geschwaders entschloss sich Graf Spee nach einem kurzen Aufenthalt in Valparaíso (Chile) zum Durchbruch in den Atlantik mit Ziel Deutschland. Die britische Admiralität war jedoch entschlossen, den deutschen Verband zu vernichten. Der damalige Erste Lord der Admiralität, Winston Churchill, ließ einen starken Schiffsverband zu den Falklandinseln entsenden, um das deutsche Geschwader im Südatlantik aufzuspüren und zu stellen. Kern dieses Verbandes waren die beiden modernen Schlachtkreuzer Invincible und Inflexible.
Am 8. Dezember 1914 unternahm Graf Spee den Versuch, den britischen Marinestützpunkt Port Stanley auf den Falklandinseln anzugreifen, um sich aus den dort vermuteten Kohlenvorräten für den geplanten Marsch nach Deutschland zu versorgen. Nach der Vernichtung von Cradocks Geschwader bei Coronel erwartete Graf Spee, den Stützpunkt leer vorzufinden. Stattdessen traf er auf ein weit überlegenes Geschwader unter Vice Admiral Sir Frederik Doveton Sturdee, das den Auftrag hatte, von den Falklandinseln aus die Ostküste Südamerikas nach dem deutschen Geschwader abzusuchen und nur zufällig noch in Port Stanley lag. Als Graf Spee die Lage erkannte, ließ er sofort abdrehen. Sturdee war überrascht, den Gegner hier anzutreffen, und entsprechend unvorbereitet. So dauerte es eine Weile, bis auf den britischen Schiffen genug Dampfdruck zur Verfügung stand, um auslaufen zu können. Das gab dem Ostasiengeschwader vorerst einen Vorsprung. Als die Briten schließlich ausliefen, konnten insbesondere die beiden Schlachtkreuzer ihre hohe Geschwindigkeit zum Tragen bringen und Graf Spees Geschwader bald einholen. Graf Spee sah sich gezwungen, sich mit Scharnhorst und Gneisenau dem Kampf zu stellen, um wenigstens den Kleinen Kreuzern das Entkommen zu ermöglichen.

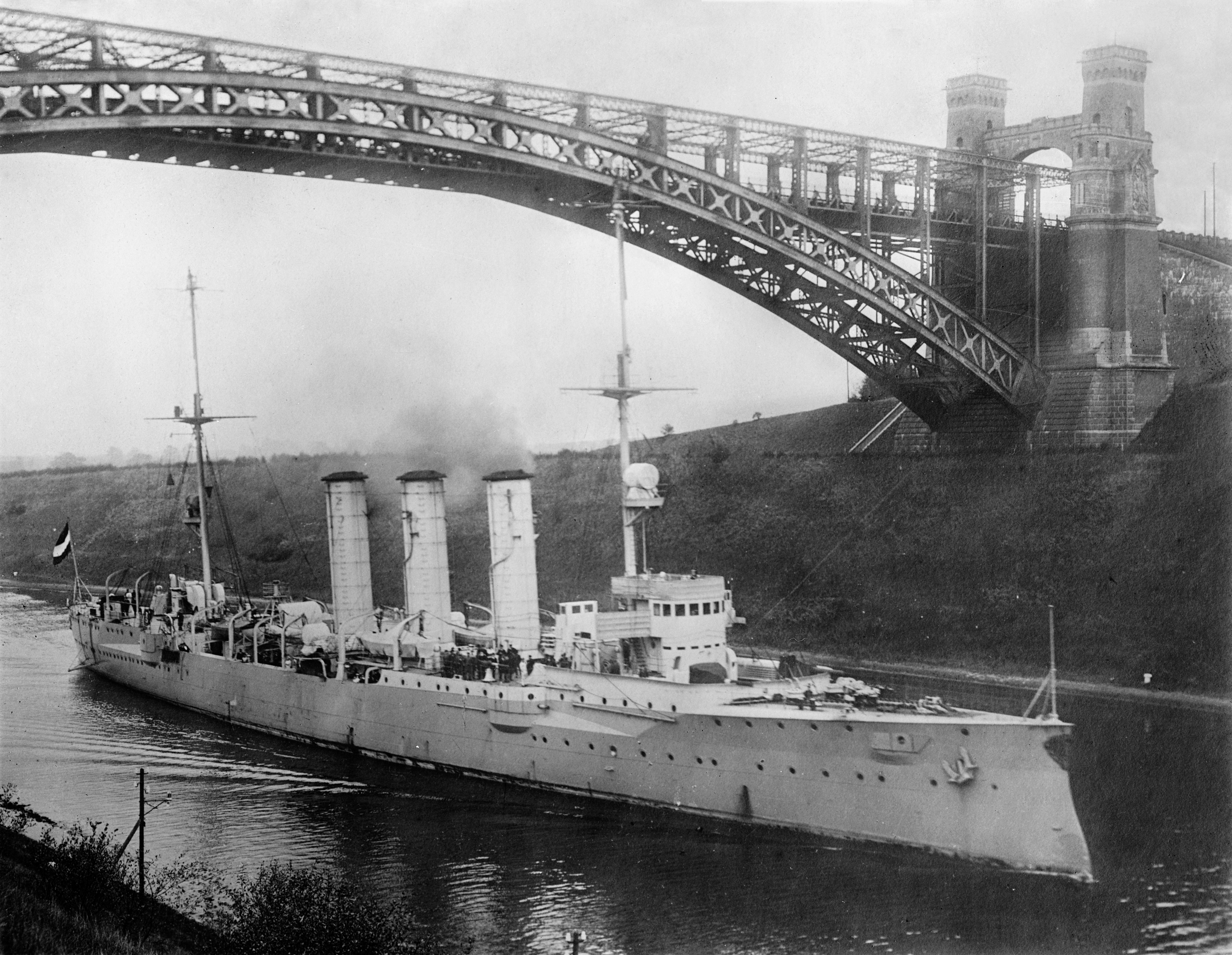
Kleiner Kreuzer SMS Dresden

So kam es zum Seegefecht bei den Falklandinseln, in dem vier der fünf deutschen Schiffe gestellt und versenkt wurden. Über 2.000 deutsche Seeleute, unter ihnen Graf Spee und seine beiden Söhne, kamen ums Leben.
Lediglich der Kleine Kreuzer Dresden, mit max. 26 kn das schnellste Schiff des deutschen Geschwaders mit modernem Turbinenantrieb, konnte zunächst, mit Hilfe einer aufziehenden Nebelbank, entkommen, wurde jedoch am 14. März 1915 in einer Bucht der zu Chile gehörenden Robinson-Insel von britischen Schiffen, darunter der Glasgow, die die Schlacht vor Coronel überlebt hatte, entdeckt und unter Missachtung der chilenischen Neutralität beschossen. Da die Dresden kaum noch Munition und nur noch 80 Tonnen Kohle hatte, waren weder ein Kampf noch ein Entkommen möglich und das Schiff wurde von der Besatzung selbst versenkt. Damit endete die Geschichte des Ostasiengeschwaders.

## Schiffe des Ostasiengeschwaders

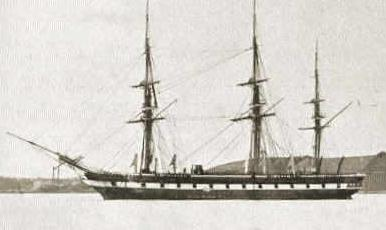
Segelkorvette Arcona

### 1859 bis 1861
Unter Kommodore Henrik Ludvig Sundevall
- Segelkorvette Arcona --- Flaggschiff; ab 1884 als Zielschiff verwendet und dann abgewrackt
  - Segelfregatte Thetis; ab 1879 Hulk und 1894 abgewrackt
  - Schoner Frauenlob; im Taifun vor Yokohama auf dem Weg nach China gesunken
  - Transportschiff Elbe

1862 kehrten die verbliebenen Schiffe nach Deutschland zurück.

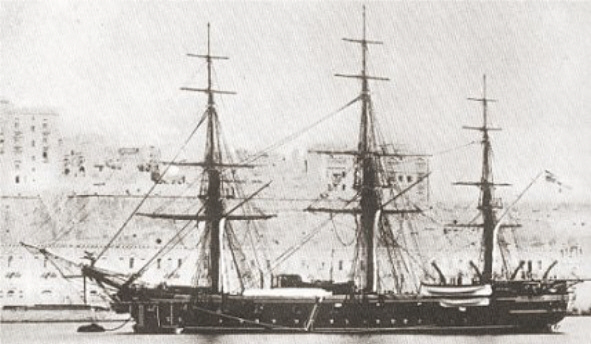
SMS Vineta

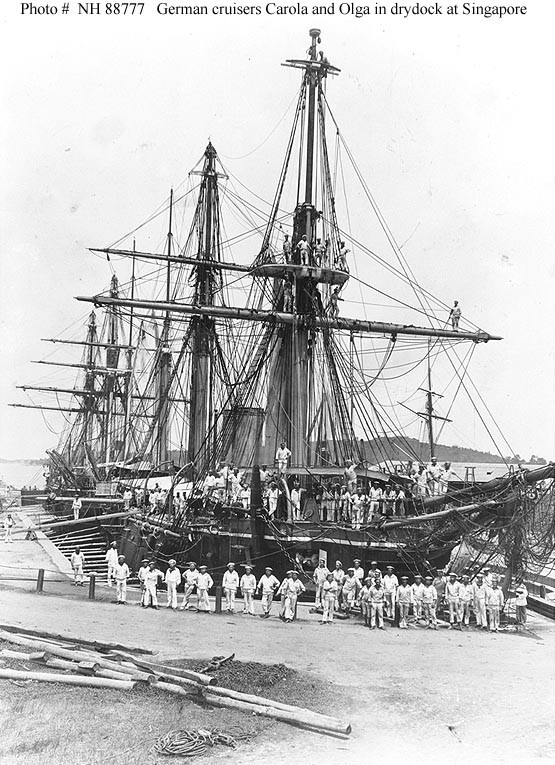
Die Kreuzerkorvetten SMS Olga und SMS Carola im Trockendock in Singapur, 1880er Jahre

Kreuzerkorvette SMS Arcona

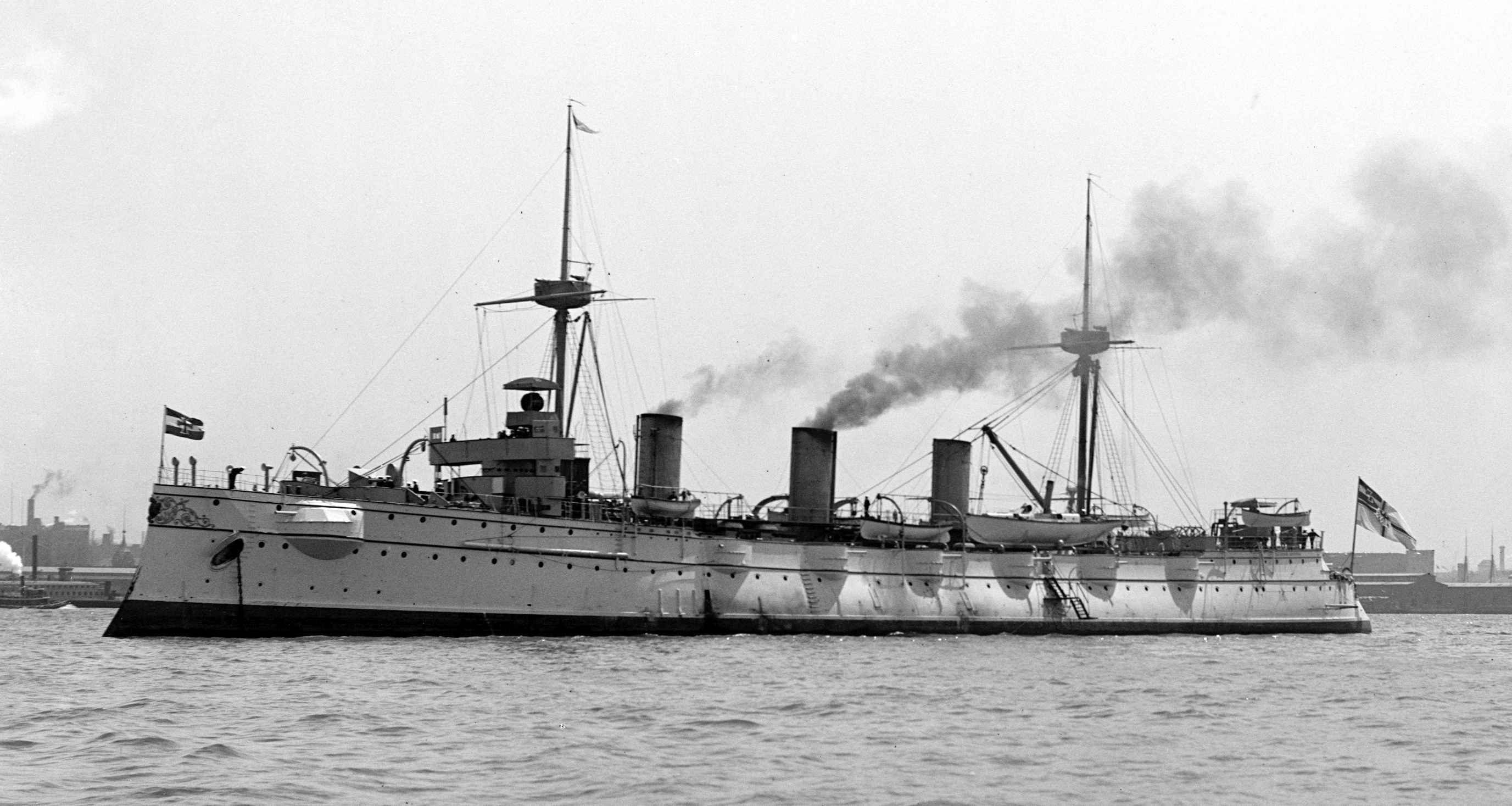
Großer Kreuzer SMS Kaiserin Augusta

### 1876, Juni bis August
Unter Kommodore Graf Alexander von Monts
- Gedeckte Korvette Vineta --- Flaggschiff Juni bis August 1876
  - Gedeckte Korvette Hertha; März 1874 bis Juni 1876
  - Gedeckte Korvette Ariadne; Januar 1875 bis Juni 1876
  - Gedeckte Korvette Vineta; Juni 1876 bis Januar 1877
  - Gedeckte Korvette Luise; Juli 1876 bis Mai 1877
  - Kanonenboot Cyclop; August 1875 bis Januar 1881
  - Kanonenboot Nautilus September 1876 bis Mai 1881

### 1881 bis 1893
- Kreuzerfregatte Stosch --- April 1881 (Flaggschiff ab September 1881) bis November 1885
- Kreuzerfregatte Bismarck --- Flaggschiff Januar 1886 bis Juli 1888
- Kreuzerfregatte Leipzig --- Flaggschiff Juli 1888 bis April 1893
  - Gedeckte Korvette Hertha; Juni 1881 bis März 1882
  - Gedeckte Korvette Elisabeth; November 1881 bis April 1883
  - Gedeckte Korvette Leipzig; Juni 1883 bis März 1884
  - Gedeckte Korvette Prinz Adalbert; April bis September 1884
  - Kreuzerkorvette Olga; Juli 1886 bis Dezember 1886
  - Kreuzerkorvette Carola; August 1886 bis Juli 1888
  - Kreuzerkorvette Sophie; Dezember 1886 bis Mai 1892
  - Kreuzerkorvette Alexandrine; September 1890 bis März 1895
  - Kreuzerkorvette Arcona; Februar 1893 bis Mai 1899
  - Kanonenboot Wolf; Februar 1879 bis April 1884
  - Kanonenboot Iltis; September 1880 bis April 1886
  - Kanonenboot Nautilus; April 1884 bis September 1885
  - Kanonenboot Nautilus; Juli 1886 bis Mai 1887
  - Kanonenboot Wolf; Juli 1886 bis Mai 1895
  - Kanonenboot Iltis; Juli 1887 bis Juli 1896
  - Kanonenboot Eber; April 1888 bis März 1889
  - Kanonenboot Adler; Oktober 1886 bis März 1889

### 1894 bis 1900
Im Oktober 1894 wurde die Ostasiatische Kreuzerdivision aufgestellt.
- Kreuzerkorvette Arcona --- Flaggschiff Oktober 1894 bis Februar 1895
- Kleiner Kreuzer Irene --- Flaggschiff Februar bis Juli 1895
- Panzerschiff Kaiser --- Flaggschiff Juli 1895 bis April 1899
- Großer Kreuzer Deutschland --- Flaggschiff April 1899 bis Februar 1900
  - Kanonenboot Wolf; Juli 1886 bis Mai 1895
  - Kreuzerkorvette Marie; September 1894 bis Juni 1895
  - Kreuzerkorvette  Arcona; Oktober 1894 bis Januar 1899
  - Kleiner Kreuzer Irene; November 1894 bis Juni 1901
  - Kleiner Kreuzer Prinzeß Wilhelm; Mai 1895 bis Juni 1899
  - Panzerschiff Kaiser; Mai 1895 bis Juni 1899
  - Ungeschützter Kreuzer Cormoran; September 1895 bis März 1899
  - Kanonenboot Iltis; April 1899 bis August 1914

Im Dezember 1897 wurde die II. Kreuzerdivision aufgestellt.
- Großer Kreuzer Deutschland --- Flaggschiff Dezember 1897 bis Mai 1898
  - Großer Kreuzer Deutschland; Dezember 1897 bis 1900
  - Großer Kreuzer Kaiserin Augusta; Dezember 1897 bis März 1902
  - Kleiner Kreuzer Gefion; Dezember 1897 bis April 1901

Im Mai 1898 wurden beide Kreuzerdivisionen zum Ostasiatischen Kreuzergeschwader vereint.

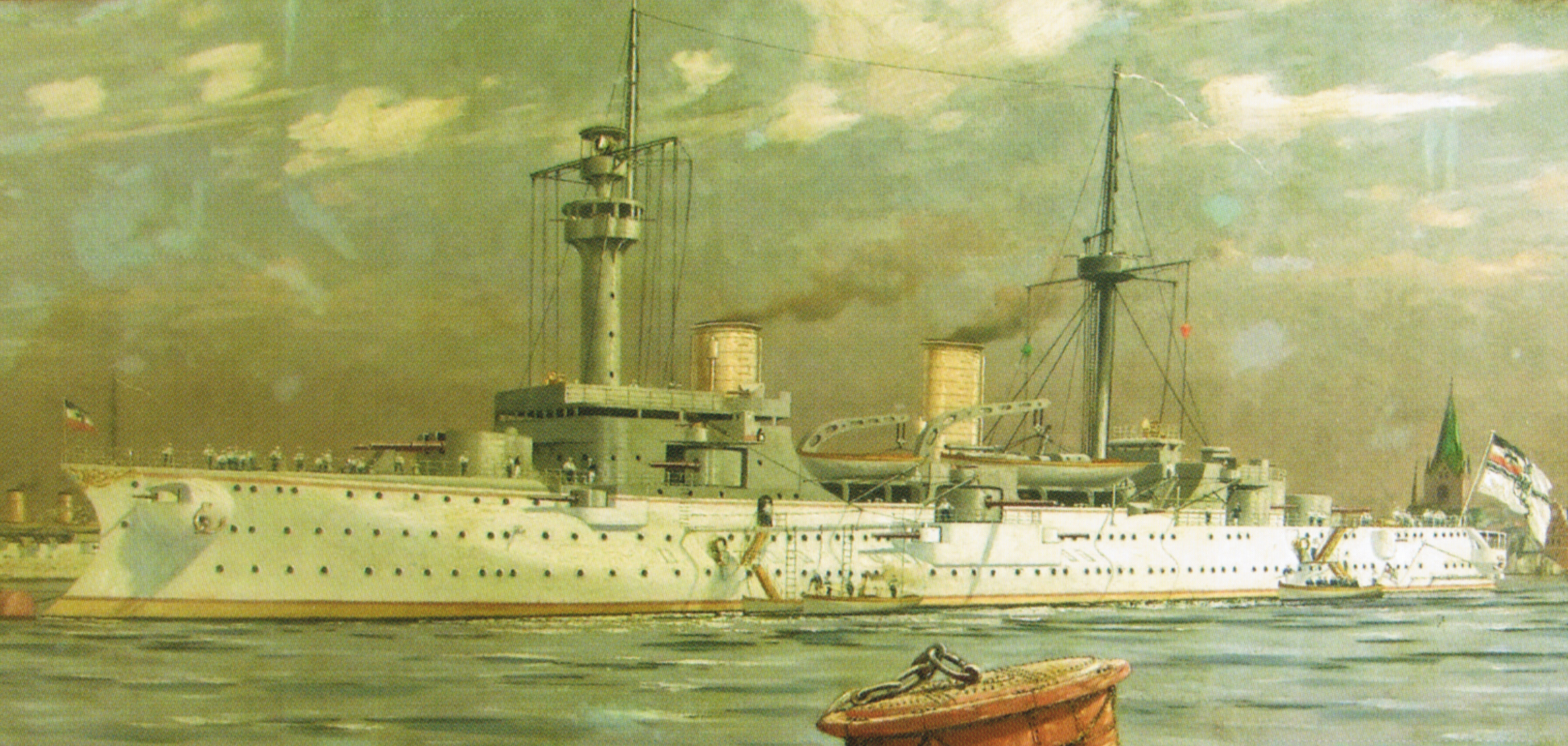
Großer Kreuzer (Panzerkreuzer) Fürst Bismarck

### 1899 bis 1914
- Großer Kreuzer Hertha; Februar bis August 1900 Flaggschiff des Geschwaders
- Großer Kreuzer Fürst Bismarck; August 1900 bis April 1909 Flaggschiff des Geschwaders.
  - Großer Kreuzer Kaiserin Augusta; 8. November 1897 von Smyrna nach Ostasien ausgelaufen, 6. März 1902 Antritt der Heimreise.
  - Großer Kreuzer Hertha; 11. April 1899 nach Ostasien, Februar bis August 1900 Flaggschiff, 31. Dezember 1904 Antritt der Heimreise.
  - Großer Kreuzer Hansa; 16. August 1899 nach Ostasien, 4. Juli 1906 Antritt der Heimreise.
  - Großer Kreuzer Fürst Bismarck; 30. Juni 1900 nach Ostasien, August 1900 bis April 1909 Flaggschiff, 8. April 1909 Heimreise angetreten.
  - Kleiner Kreuzer Irene; 17. November 1894 nach Ostasien, 27. Juni 1901 Heimreise mit der Gefion angetreten.
  - Kleiner Kreuzer Gefion; 16. Dezember 1897 nach Ostasien, 27. Juni 1901 Heimreise angetreten.
  - Kleiner Kreuzer Thetis; 1. Dezember 1901 nach Ostasien, 28. August 1905 Heimreise über Ostafrika angetreten,
  - Kleiner Kreuzer Sperber; 9. Oktober 1903 von Ostafrika nach Ostasien kommandiert, 25. April 1905 nach Westafrika kommandiert.
  - Kleiner Kreuzer Niobe; 9. Juli 1906 nach Ostasien, 31. Januar 1909 Heimreise angetreten.
  - Frachtschiff Titania (1916 BRT); am 4. Mai 1901 vom Deutschen Reich als Begleitdampfer des Ostasiengeschwaders gechartert (Korrespondenzreederei H. Diederichsen). 28. März 1910 gekauft und bis 1914 aufgebraucht.

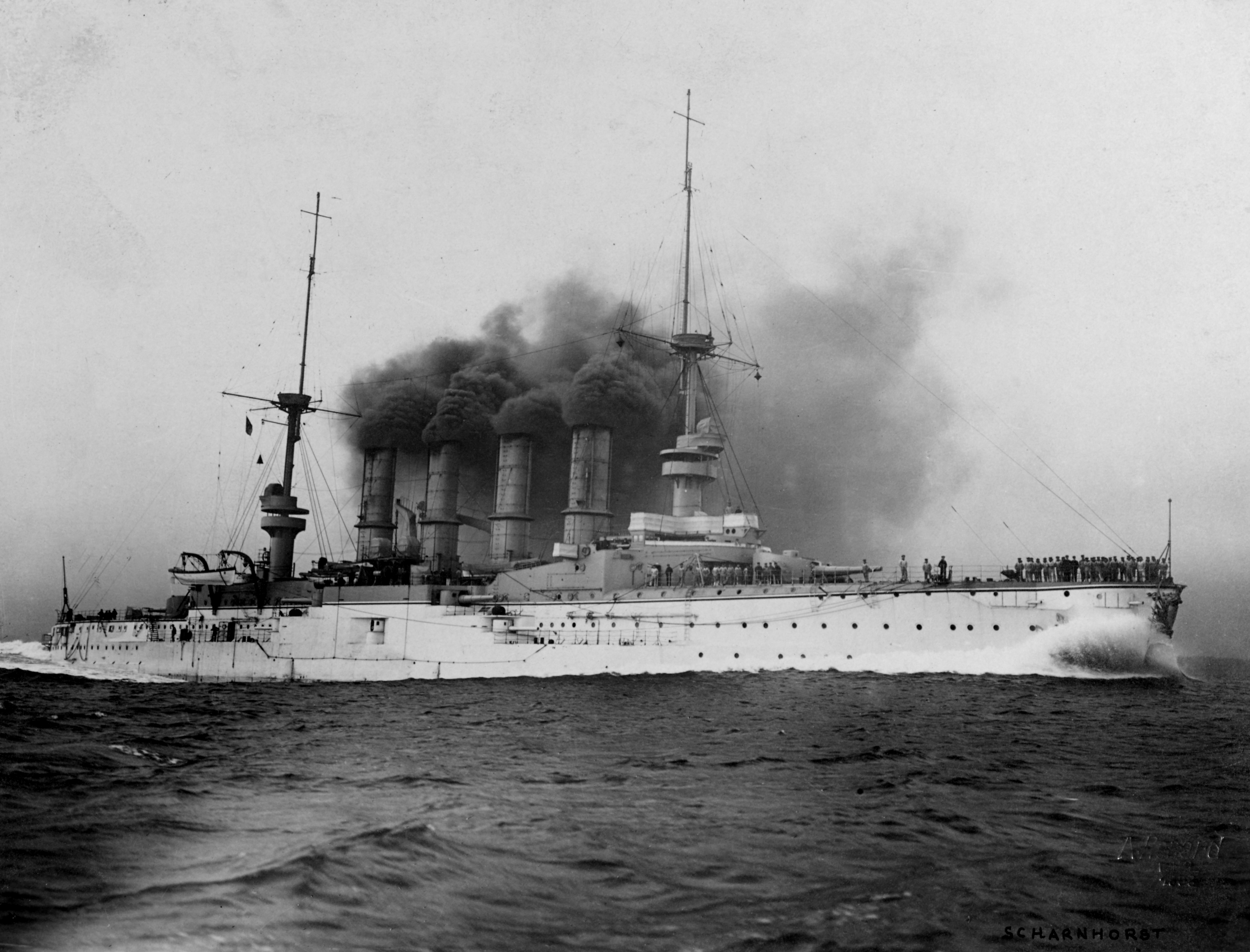
Großer Kreuzer Scharnhorst

- Großer Kreuzer Scharnhorst; 1. April 1909 nach Ostasien, April 1909 bis Dezember 1914 Flaggschiff des Geschwaders, 8. Dezember 1914 im Seegefecht bei den Falklandinseln versenkt
  - Großer Kreuzer Gneisenau; 10. November 1910 nach Ostasien, 8. Dezember 1914 im Seegefecht bei den Falklandinseln versenkt
  - Kleiner Kreuzer Leipzig; 8. September 1906 nach Ostasien, 8. Dezember 1914 im Seegefecht bei den Falklandinseln versenkt
  - Kleiner Kreuzer Arcona; 27. August 1907 nach Ostasien, 24. März 1910 Heimreise angetreten, 1930 gestrichen, im Krieg Flak-Batterie
  - Kleiner Kreuzer Nürnberg; 14. Februar 1910 nach Ostasien, 8. Dezember 1914 im Seegefecht bei den Falklandinseln versenkt
  - Kleiner Kreuzer Emden; 12. April 1910 Anreise über Südamerika und den Pazifik, 14. August aus dem Ostasiengeschwader entlassen. 9. November 1914 bei den Kokosinseln versenkt

Kanonenboote
- Kanonenboot Iltis; 6. Februar 1899 nach Ostasien, 1914 Selbstversenkung im Hafen von Kiautschou
- Kanonenboot Jaguar; 1. Juni 1899 nach Ostasien, 1914 Selbstversenkung im Hafen von Kiautschou
- Kanonenboot Tiger; 17. Juni 1900 nach Ostasien, 1914 Selbstversenkung im Hafen von Kiautschou
- Kanonenboot Luchs; 7. Juli 1900 nach Ostasien, 1914 Selbstversenkung im Hafen von Kiautschou
- Dampfbarkasse Schamien; Oktober 1900 auf Perlfluss in Dienst, Februar 1904 verkauft
- Flusskanonenboot Tsingtau; Februar 1904 auf Perlfluss in Dienst, 1914 aufgelegt, 1917 Selbstversenkung
- Flusskanonenboot Vorwärts; März 1901 auf Jangtse in Dienst, Juni 1910 verkauft
- Flusskanonenboot Vaterland; Mai 1904 auf Jangtse in Dienst, 1914 aufgelegt, 1917 beschlagnahmt
- Flusskanonenboot Otter; Februar 1910 auf Jangtse in Dienst, 1914 aufgelegt, 1917 beschlagnahmt

Torpedoboote
- Torpedobootzerstörer Taku, 17. Juni 1900 von China erbeutet, 30. Dezember 1913 verbraucht, außer Dienst, 1914 im Hafen von Kiautschou selbstversenkt.
- Großes Torpedoboot S 90; Ausreise 26. Juli 1900 mit S 91, S 92 und Lazarettschiff Gera, am 17. Oktober 1914 nach der Versenkung des japanischen Kreuzers Takachiho bei Tsingtau selbstversenkt.

Verstärkung im Boxerkrieg

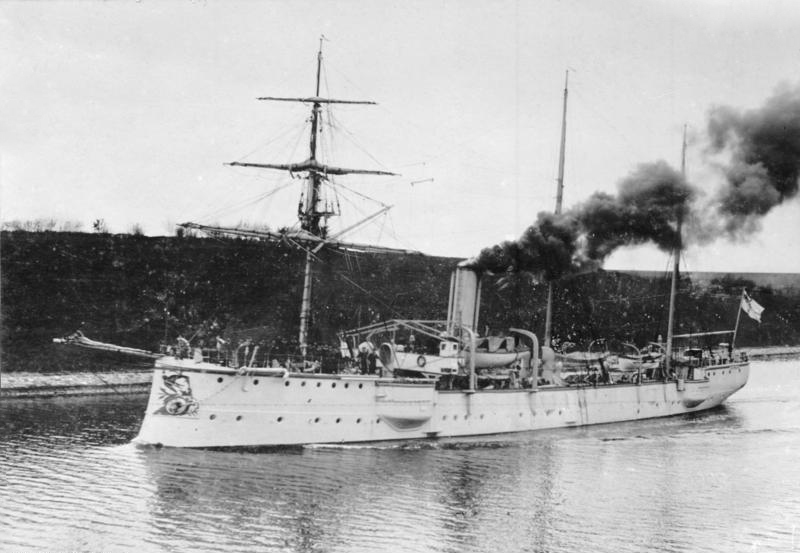
Kleiner Kreuzer SMS Schwalbe

- Kleiner Kreuzer Schwalbe; 5. Juli 1900 von Ostafrika nach China befohlen, 16. August 1902 Heimreise.
- Kleiner Kreuzer Bussard; 10. Juli 1900 von Ostafrika nach China befohlen, 26. April 1904 Rückkehr zur Ostafrika-Station
- Kleiner Kreuzer Geier; 9. Juli 1900 von Acapulco nach China befohlen, 14. Januar 1905 Heimreise angetreten, kam später wieder zum Ostasiengeschwader
- Kleiner Kreuzer Seeadler; August 1900 von der Südsee-Station zum Ostasiengeschwader detachiert, am 28. Juni 1905 wieder als Südsee-Stationär freigegeben.
- Torpedoboot S 91; 26. Juli 1900 Ausreise, 6. März 1902 Heimreise mit Kaiserin Augusta und S 92 angetreten
- Torpedoboot S 92; 26. Juli 1900 Ausreise, 6. März 1902 Heimreise mit S 91 und Kaiserin Augusta angetreten
- Lazarettschiff Gera, vom 26. Juli 1900 bis 24. Mai 1901 diente der gecharterte Dampfer des NDL dem Ostasiatischen Expeditionskorps als Lazarettschiff, auf ihrer Ausreise (am 6. Oktober Shanghai erreicht) wurde sie von den Torpedobooten S 90, S 91 und S 92 begleitet.

Detachierte Division

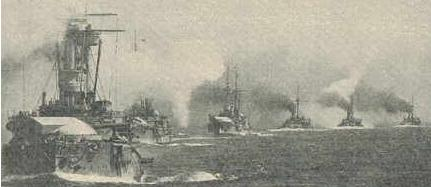
Die 1900 zur Verstärkung des Ostasiengeschwaders nach Ostasien entsandte Linienschiffsdivision in chinesischen Gewässern

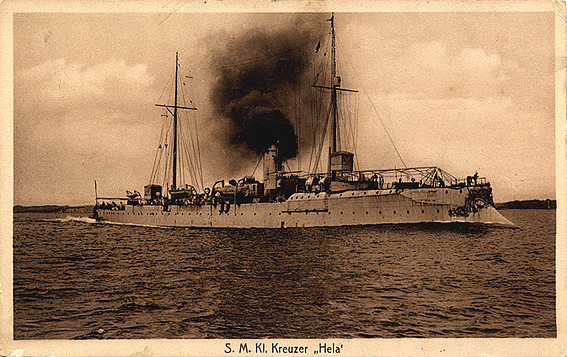
Kleiner Kreuzer Hela

- Linienschiff Kurfürst Friedrich Wilhelm; Flaggschiff der Linienschiffsdivision, 11. Juli 1900 entsandt, 1. Juni 1901 Beginn des Rückmarsches
  - Linienschiff Brandenburg; Linienschiffsdivision
  - Linienschiff Weißenburg; Linienschiffsdivision
  - Linienschiff Wörth; Linienschiffsdivision
  - Kleiner Kreuzer Hela; als Aviso der Linienschiffsdivision

### 1914
Am 8. Dezember 1914 im Gefecht bei den Falklandinseln versenkt:
- Großer Kreuzer Scharnhorst; um 16:17 Uhr
- Großer Kreuzer Gneisenau; um 18:02 Uhr
- Kleiner Kreuzer Nürnberg; um 19:27 Uhr
- Kleiner Kreuzer Leipzig; um 21:23 Uhr

die anderen Schiffe hatten folgendes Schicksal:
- Kleiner Kreuzer Dresden; am 14. März 1915 in einer Bucht der chilenischen Robinson-Crusoe-Insel liegend von britischen Schiffen unter Missachtung der chilenischen Neutralität beschossen. Nach Verbrauch der Munition selbstversenkt, um Erbeutung zu verhindern
- Kleiner Kreuzer Emden; am 9. November 1914 nach Gefecht vor den Cocos-Inseln (Indischer Ozean) mit australischem Leichten Kreuzer Sydney schwer beschädigt und von der eigenen Besatzung auf den Strand der Insel gesetzt und aufgegeben
- Kanonenboote Iltis, Tiger und Luchs am 28. September 1914 Selbstversenkung im Hafen von Tsingtau
- Torpedoboot S 90, am 17. Oktober 1914 nach der Versenkung des japanischen Kreuzers Takachiho bei Tsingtau selbstversenkt
- Kanonenboot Jaguar am 7. November 1914 Selbstversenkung im Hafen von Tsingtau
- Flusskanonenboote Otter (1909) und Vaterland 1914 in Nanjing aufgelegt, 1917 von China beschlagnahmt
- Flusskanonenboot Tsingtau 1914 in Kanton aufgelegt, 1917 selbstversenkt
- Hilfsdampfer Yorck am 28. Oktober 1914 in Valparaíso interniert.
- Begleitdampfer Titania am 19. November 1914 bei Mas a Fuera selbstversenkt, da nicht mehr benötigt
- Hilfskreuzer Prinz Eitel Friedrich, 6. August 1914 aus Tsingtau, am 11. März 1915 in Newport News eingelaufen und interniert,
- Hilfskreuzer Cormoran ex russisch Rjäsan, 10. August 1914 aus Tsingtau, 14. Dezember 1914 in Guam eingelaufen und interniert, 1917 selbstversenkt

zahlreiche Versorgungsschiffe, zuletzt
- Hilfsdampfer Baden und Santa Isabel am 8. Dezember 1914 im Gefecht bei den Falklandinseln versenkt
- Versorgungsschiff Seydlitz; am 24. Januar 1915 in Argentinien interniert

## Chefs des Ostasiengeschwaders
- Kommodore Louis von Blanc --- 18. Juli 1881 bis 1883
- Konteradmiral Max Freiherr von der Goltz --- 26. August 1883 bis 1884
- Kommodore Carl Paschen --- 4. März 1884 bis August 1885
- Konteradmiral Eduard von Knorr --- August 1885 bis 15. April 1887
- Kapitän zur See und Kommodore Karl Eduard Heusner --- 15. April 1887 bis 21. Juli 1888
- Kapitän zur See Franz Strauch --- 21. Juli 1888 bis 30. August 1888 (mit der Wahrnehmung der Geschäfte beauftragt)
- Konteradmiral/Vizeadmiral Karl August Deinhard --- 31. August 1888 bis 16. März 1890
- Kapitän zur See Max Plüddemann --- 16. März 1890 bis 20. Mai 1890 (mit der Wahrnehmung der Geschäfte beauftragt)
- Konteradmiral Victor Valois --- 20. Mai 1890 bis 22. Februar 1892
- Konteradmiral Friedrich von Pawelsz --- 23. Februar 1892 bis 6. April 1893
- Konteradmiral Paul Hoffmann --- 25. November 1894 bis 15. Juni 1896
- Konteradmiral Alfred von Tirpitz --- 15. Juni 1896 bis 12. April 1897
- Kapitän zur See Hugo Zeye --- 12. April 1897 bis 11. Juni 1897 (mit der Wahrnehmung der Geschäfte beauftragt)
- Konteradmiral/Vizeadmiral Otto von Diederichs --- 11. Juni 1897 bis 13. April 1899
- Konteradmiral/Vizeadmiral Prinz Heinrich von Preußen --- 14. April 1899 bis 4. Januar 1900
- Konteradmiral Ernst Fritze --- 4. Januar 1900 bis 16. Februar 1900 (in Vertretung mit der Führung beauftragt)
- Vizeadmiral Felix von Bendemann --- 17. Februar 1900 bis 14. Februar 1902
- Vizeadmiral Richard von Geißler --- 15. Februar 1902 bis 14. November 1903
- Konteradmiral/Vizeadmiral Curt von Prittwitz und Gaffron --- 15. November 1903 bis 10. November 1905
- Konteradmiral/Vizeadmiral  Alfred Breusing --- 11. November 1905 bis 12. Mai 1907
- Konteradmiral Carl Coerper --- 13. Mai 1907 bis 26. Januar 1909 (mit der Führung beauftragt)
- Vizeadmiral Carl Coerper --- 27. Januar 1909 bis 17. Mai 1909
- Konteradmiral Friedrich von Ingenohl --- 17. Mai 1909 bis 26. Januar 1910 (mit der Führung beauftragt)
- Vizeadmiral Friedrich von Ingenohl --- 27. Januar bis 5. Juni 1910
- Konteradmiral Erich Gühler --- 6. Juni 1910 bis 21. Januar 1911
- Kapitän zur See Hugo Kraft --- 21. Januar 1911 bis 24. März 1911 (mit der Wahrnehmung der Geschäfte beauftragt)
- Konteradmiral/Vizeadmiral Günther von Krosigk --- 25. März 1911 bis 3. Dezember 1912
- Konteradmiral/Vizeadmiral Maximilian Graf von Spee --- 3. Dezember 1912 bis 8. Dezember 1914

Spee sollte im Herbst 1914 durch Konteradmiral Friedrich Gädecke abgelöst werden, was aber der Kriegsbeginn verhinderte.

## Filme
- The Battle of Coronel and Falkland Islands (GB 1928, Regie: Walter Summers)
- Die Männer der Emden (Deutschland 2013, Regie: Berengar Pfahl)